# 白领翡翠
白领翡翠（学名：Todiramphus chloris）为翠鸟科領翡翠屬的鸟类。此物種分佈廣泛，範圍東起紅海非洲沿岸，經南亞大陸，最東達太平洋中的波利尼西亞。

## 描述

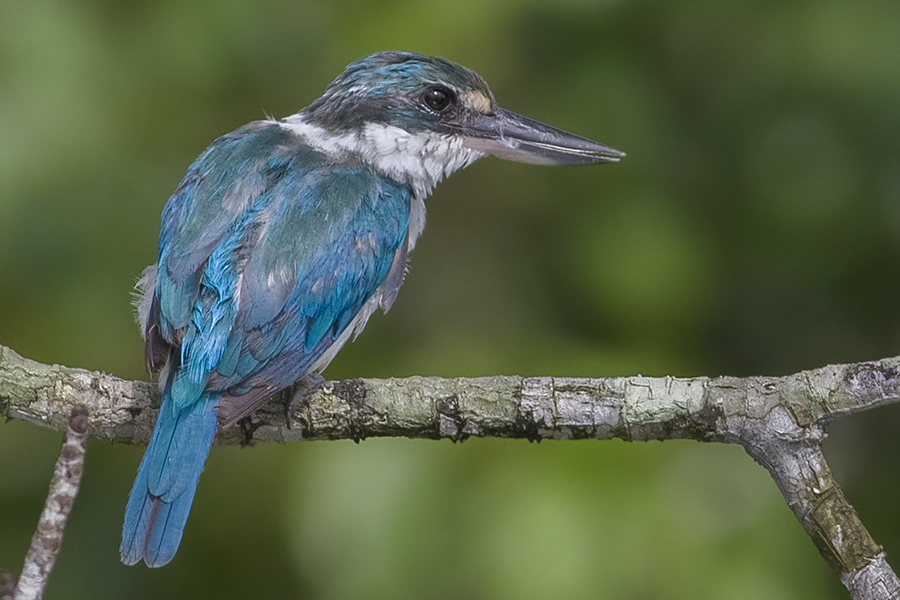
亞成鳥，T. c. humii，攝於Sundarbans國家公園，西孟加拉邦，印度

白領翡翠身長23至25 cm（9.1至9.8英寸），雄鳥重51至90 g（1.8至3.2 oz），而雌鳥重54—100 g（1.9—3.5 oz）。背部為藍色或綠色，而腹部可能為白色或淺黃色。頸部有白色環繞，因而得名。有些亞種眼睛上方有白色或淺黃色條紋，而其他亞種在眼睛和鳥喙之間則有白色斑點。可能有一過眼黑色條紋。上嘴喙是黑色的，下嘴喙近根部則是淺黃色。雌鳥往往比雄鳥更偏向綠色。亞成鳥體色較灰暗，頸部和胸部有深色鱗屑斑紋。
叫聲因地理位置不同，而略有差異。 最典型的叫聲是重複多次的響亮，刺耳且帶金屬風的“ kee-kee-kee”。

## 分佈及棲地
常見於沿海地區，特別是在紅樹林沼澤中。也出沒於農田，開闊的林地，草地和花園中。在某些地區，特別是在島嶼上，可以在更遠的內陸森林或山區發現。喜歡停棲於電線、岩石或光禿樹枝上。

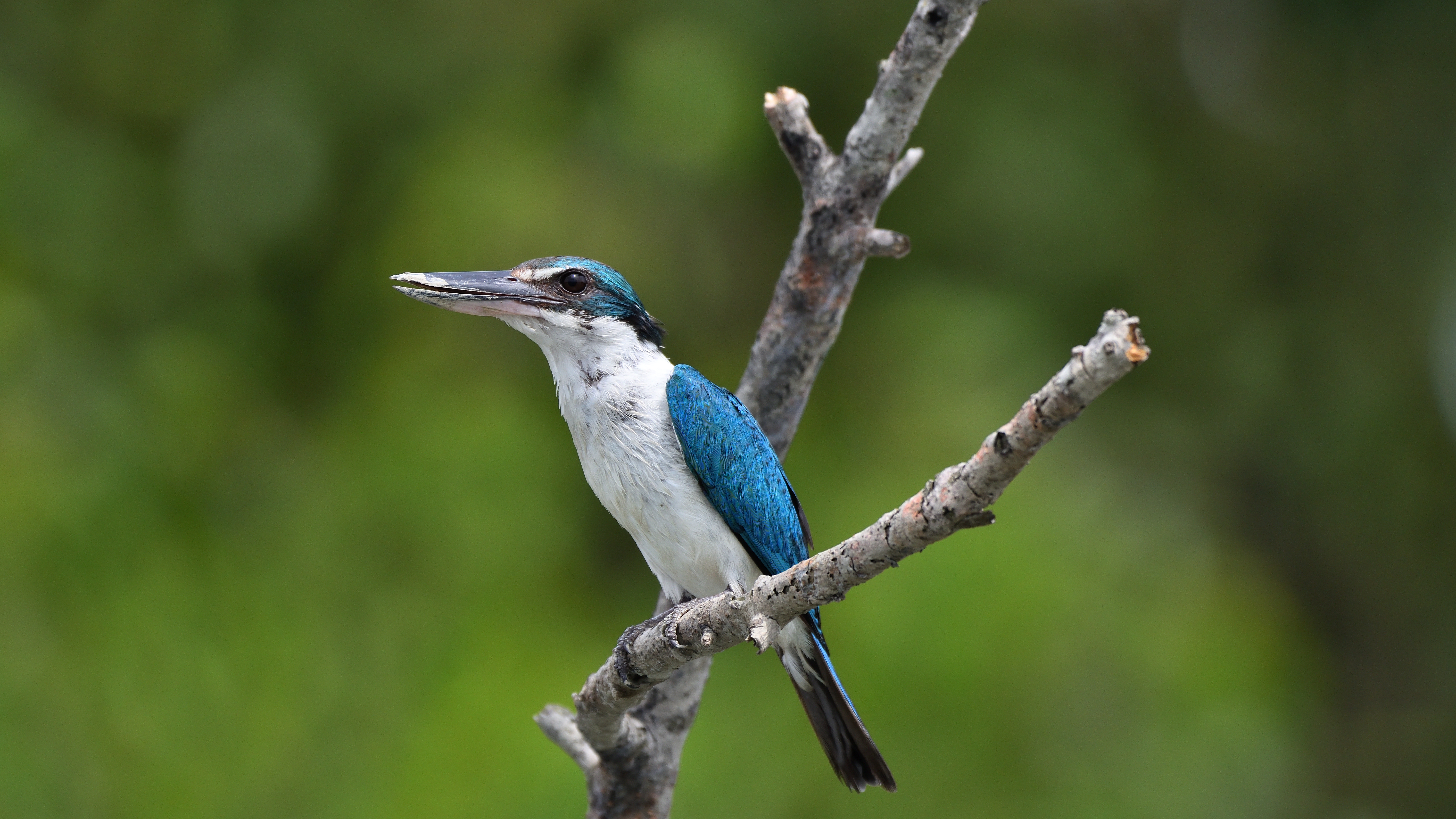
T. c. humii at Sunderbans, West Bengal

分佈範圍西邊最遠達非洲的阿比西尼亞、蘇丹和索馬利亞。阿拉伯半島的阿拉伯聯合大公國及阿曼皆有繁殖紀錄。其他亞種則在印度和孟加拉沿海以及安達曼-尼科巴群島上出現。
在東南亞和印尼，則有廣泛的分佈，某些地區可在深入內陸很遠的地方發現。

## 食性

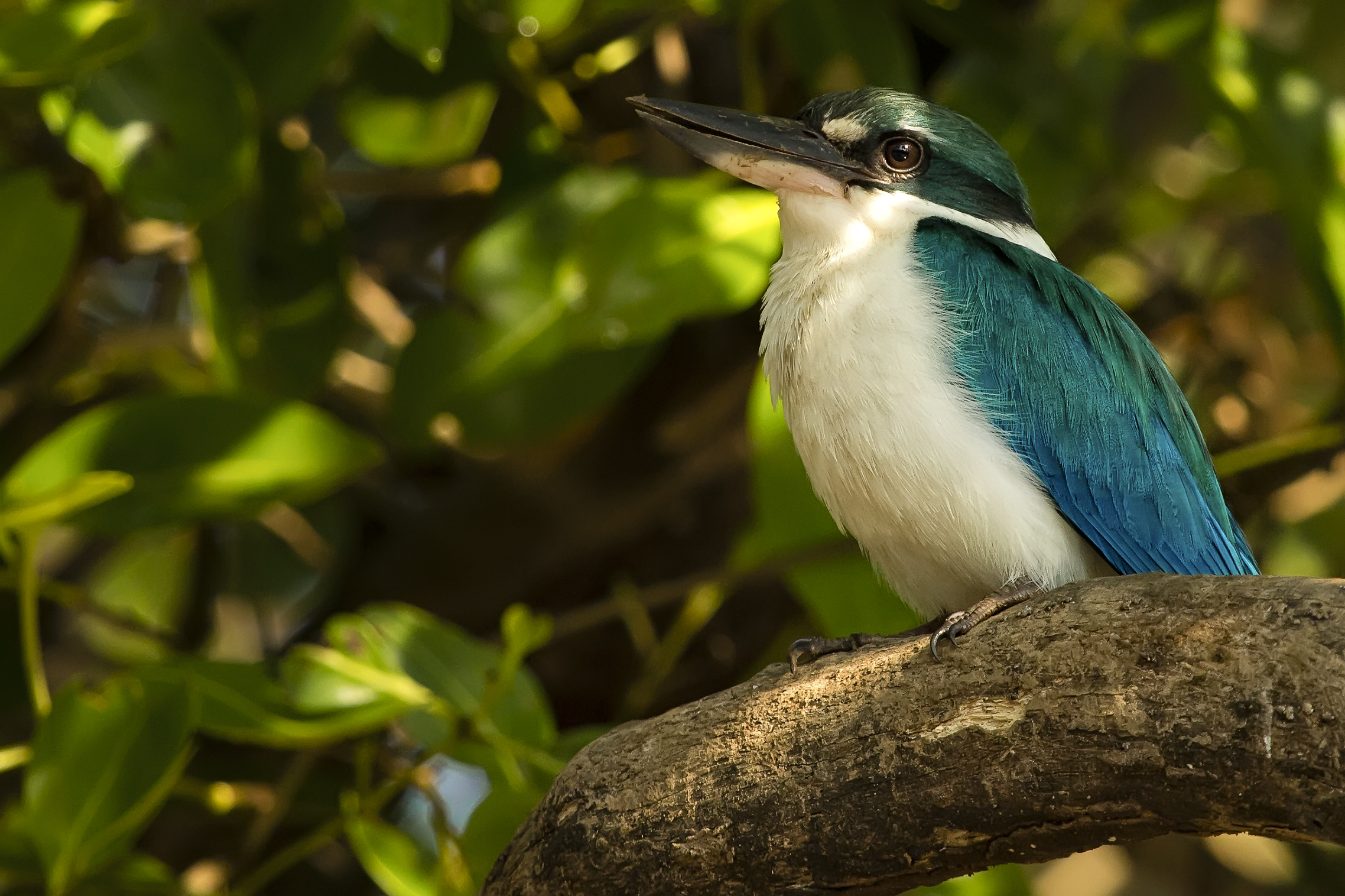
攝於Zuari河(果阿, 印度)的單獨個體

沿海地區偏向攝食螃蟹和蝦子，但也包括其他多種動物，包括昆蟲（包括甲蟲、蟬、竹節蟲、蚱蜢、飛蛾和蝴蝶）、蜘蛛、蚯蚓、蝸牛、青蛙、蜥蜴、小蛇、小魚，有時也攝食很小的鳥跟老鼠。
白領翡翠習慣長時間靜止等待獵物。當發現目標時，會俯衝下來抓住，然後帶回高處。如果是較大的獵物，會以樹枝撞擊制伏。難消化的食物，會以食繭吐出。

## 繁殖
以洞穴為巢，可以是自然的樹洞，也可以是自己在爛樹，白蟻巢或土堤中開挖的洞穴， 有時也會佔據舊啄木鳥的樹洞。通常將2~5個卵直接放在洞穴中，不使用任何築巢材料，卵呈圓形白色。雌雄皆參與孵化及餵養。幼鳥在孵化大約44天後離巢。一年中通常可以養育兩個幼雛。

## 亚种
該物種在大部分沿海地區和島嶼皆有亞種發現，分佈範圍從紅海往東達波里尼西亞：

#### 紅海和阿拉伯海岸
- T. c. abyssinicus （Pelzeln, 1856） – 索馬利亞和阿拉比亞的紅海海岸
- T. c. kalbaensis （Cowles, 1980） – 阿拉伯聯合大公國東北海岸及阿曼北部海岸[3]

#### 印度和印度洋
- T. c. vidali （Sharpe, 1892） – 印度西部，從Ratnagiri到Kerala。[3]
- T. c. davisoni （Sharpe, 1892） – 安達曼群島和可可群島（在緬甸以南的孟加拉灣中）[3]
- T. c. occipitalis （Blyth, 1846） – 尼科巴群島

#### 東南亞
- T. c. humii （Sharpe, 1892） – 由西孟加拉海岸，東至緬甸（包括墨吉群島），馬來半島，刁曼和蘇門答臘東北部。[3]
- 白领翡翠华东亚种 T. c. armstrongi （Sharpe, 1892） – 緬甸和泰國內陸，中南半島和中國東部[3]。在中国大陆，分布于江苏等地。该物种的模式产地在泰国。[6]
- T. c. laubmannianus （Grote, 1933） – 蘇門答臘（不包括東北部）和婆羅洲及其間的島嶼。[3]
- T. c. chloropterus （Oberholser, 1919） – 蘇門答臘西部的小島
- T. c. azelus （Oberholser, 1919） –  Enggano（位於蘇門答臘西南部）[3]
- T. c. palmeri （Oberholser, 1919） – 爪哇、峇厘島、巴韋安島和康厄安群島[3]
- T. c. collaris （Scopoli, 1786） – 菲律賓，包括巴拉望和附近的島嶼。[3]

#### 華萊士區、新幾內亞
- T. c. chloris （Boddaert, 1783） – 塔勞群島、桑義赫群島經蘇拉威西島到小巽他群島 （東起Lombok）, 西巴布安島以及新幾內亞西北（Vogelkop和Onin peninsulas）.[3]

#### 密克羅尼西亞
- T. c. teraokai （Nagamichi Kuroda, 1915） – 帛琉